# Ґі Мазелін
Ґі Мазелін (фр. Guy Mazeline; 12 квітня 1900, Гавр — 25 травня 1996, Булонь-Біянкур) — французький письменник, лауреат Гонкурівської премії у 1932 році за роман «Вовки» (фр. Les Loups).
Помер 25 травня 1996 року, похований на кладовищі Монпарнас.

## Твори
- Piège du démon, 1927
- Porte close, 1928
- Un royaume près de la mer, 1931
- Les Loups, 1932
- Le Capitaine Durban, 1934
- Le Délire, 1935
- Les Îles du matin, 1936
- Bêtafeu, 1937
- Le Panier flottant, 1938
- Scènes de la vie hitlérienne, 1938
- Pied d'alouette, 1941
- La Femme donnée en gages, 1943
- Tony l'accordeur, 1943
- Un dernier coup de griffe, 1944
- Le Souffle de l'été, 1946
- Valfort, 1951
- Chrétienne compagnie, 1958
- Un amour d'Italie, 1967

## Інтернет-ресурси
- Ces prix Goncourt sont-ils encore lisibles ? [Архівовано 7 листопада 2017 у Wayback Machine.], Le Figaro 6. November 2008 (mit Rezension von Les Loups)
- BNF [Архівовано 8 листопада 2017 у Wayback Machine.]
- Quercy.net [Архівовано 7 листопада 2017 у Wayback Machine.]